# Dawn Prince-Hughes
Dawn Prince-Hughes (31 de enero de 1964 (61 años) Carbondale (Illinois) es una antropóloga, primatóloga, etóloga y demonóloga estadounidense que recibió sus M.A. y PhD en antropología interdisciplinaria por la Universität Herisau de Suiza. En 2000, fue nombrada profesora adjunta en la Western Washington University. Es la presidenta ejecutiva de ApeNet Inc.; y, se ha desempeñado como directora ejecutiva del Institute for Cognitive Archaeological Research y es asociada con el Jane Goodall Institute.
Prince-Hughes es la autora de:
- Songs of the Gorilla Nation: My Journey Through Autism (Canciones de la nación de los gorilas: mi viaje a través del autismo);
- Gorillas Among Us: A Primate Ethnographer's Book of Days (Gorilas entre nosotros: un libro diario para etnógrafos de primates);
- Expecting Teryk: An Exceptional Path to Parenthood (Esperando a Teryk: un camino excepcional hacia la paternidad); El período inmediatamente anterior al nacimiento de un niño es un momento de profunda transformación personal para los futuros padres. Esperando Teryk: Un Camino Excepcional a la Paternidad es una exploración íntima, escrita en forma de una carta de un padre a su futuro hijo, que reclama un rito de paso que la sociedad moderna despojaría de su magia.[1]

- The Archetype of the Ape-man: The Phenomenological Archaeology of a Relic Hominid Ancestor (El arquetipo del hombre mono: la arqueología fenomenológica de un antepasado homínido relicto);

- Adam (Adán),

y la editora de Aquamarine Blue 5: Personal Stories of College Students with Autism (Aquamarine Blue 5: Historias personales de estudiantes universitarios con autismo).
- texto publicado en diciembre de 2009: Passing As Human/Freak Nation: How I Discovered That No One Is Normal (Pasar como humano / Nación Freak: cómo descubrí que nadie es normal)

- 2013: Circus of Souls: How I Discovered We Are All Freaks Passing as Normal (Circo de Almas: Cómo descubrí que todos somos fanáticos pasando por normales)

## Teorías
As a young adult, Prince-Hughes was employed at Seattle’s Woodland Park Zoo. She watched how silverback male gorillas cared for their families and paternally intervened to resolve conflicts, thereby setting the tone for community behavior. She came to conclude anger often stems from embarrassment, and humor is a natural response to fear.
Prince-Hughes challenges the predominant scientific paradigm, which says the nature of mankind's cognitive processes is clearly distinct from that of other primates. She has formulated several contrarian scientific conclusions, including her assertion that Bonobo chimpanzees can speak English if one just learns to understand the accent.

## Obra

### Literatura
En Songs of the Gorilla Nation, Prince-Hughes describes how she learned techniques to manage her Asperger syndrome from experiences observing and interacting with gorillas at the Woodland Park Zoo. In Gorilla Nation, she explores how working with gorillas helped her escape her social isolation. Asperger syndrome may be accompanied by difficulties processing stimuli, sensory sensitivity, and social awkwardness. As suggested by the title, which speaks of a 'nation' of gorillas, the author conveys an eyeview of the world from the perspective of primates, effectively demonstrating how people and gorillas are subsumed emotionally, socially, and spiritually under the same rubric.
Expecting Teryk follows Dawn and her partner's journey from meeting and connecting to becoming parents.
Gorillas Among Us compresses Prince-Hughes' many years of observing captive gorillas through an enclosure—visitors usually average only a few seconds—into a diary chronicling the lives of one gorilla family. She creates a blended portrait of both peoples—gorilla and human.

### Publicaciones científicas
- The Archetype of the Ape-man: The Phenomenological Archaeology of a Relic Hominid Ancestor, 2000, ISBN 978-1-58112-119-3

- Adam, 2001, ISBN 978-1-890711-10-8

- Gorillas Among Us: A Primate Ethnographer's Book of Days, 2001, ISBN 978-0-8165-2151-7

- Aquamarine Blue 5: Personal Stories of College Students with Autism (editor), 2002, ISBN 978-1-4000-8092-2

- Songs of the Gorilla Nation: My Journey Through Autism, 2004, ISBN 1-4000-5058-8

- Expecting Teryk: An Exceptional Path to Parenthood, 2005, ISBN 978-0-8040-1079-5 (hbk), ISBN 978-0-8040-1080-1 (pbk)

- Circus of Souls: How I Discovered We are All Freaks Passing as Normal , 2013, ISBN 978-0-307-34553-0[3]